# Gonatocerus rasnitsyni
Gonatocerus rasnitsyni is een vliesvleugelig insect uit de familie Mymaridae. De wetenschappelijke naam is voor het eerst geldig gepubliceerd in 2011 door Huber.